# Mimic 3: Sentinel
Mimic 3: Sentinel es una película de 2003 de Ciencia ficción y terror, dirigida por J. T. Petty, con un guion inspirado en la obra del mismo nombre de Donald Un. Wollheim. La película pasó directo a DVD como una secuela a Mimic (1997) y Mimic 2 (2001).
Protagonizada por la estrella veterana del cine de horror, Lance Henriksen. Toma una perspectiva diferente de las dos primeras películas, adquiriendo un parecido a Ventana indiscreta de Alfred Hitchcock, más que al tono de horror y acción de sus predecesoras.

## Sinopsis
Marvin (Karl Geary) incapaz de dejar su dormitorio dado que sufre de sensibilidad química múltiple, pasa sus días fotografiando las ventanas de sus vecinos. Ocasionalmente toma fotos de su hermana menor Rosy (Alexis Dziena), coqueteando fuera con el expendedor de drogas del barrio; el resto del tiempo Marvin fija su lente en sus vecinos misteriosos como el Hombre de la Basura (Lance Henriksen) y su vecina (Rebecca Mader). Cuando los vecinos empiezan a desaparecer y comienzan a aparecer movimientos de figuras misteriosas en la calle, Marvin empieza a sospechar que una fuerza siniestra está en su barrio. Rosy y Carmen están ansiosas de asistirle en su trabajo de detective, la situación pronto empieza a caer en una espiral fuera de control al descubrir que la Raza Judas dista mucho de extinguirse.